# Etianí Kefala
Etianí Kefala (en griego, Ετιανή Κεφάλα) es un monte de Grecia de 715 m de altitud y un yacimiento arqueológico con restos de un santuario minoico. Está ubicado en el este de la isla de Creta, en el municipio de Sitía, en la unidad municipal de Lefki, cerca de la población de Etiá.  
Los primeros hallazgos arqueológicos en este lugar se realizaron en 1959 y posteriormente, en 1971, el yacimiento fue explorado por Kostis Davaras. Se han encontrado restos de un santuario de montaña que estuvo en uso en los periodos minoico medio I y minoico medio II. No se han encontrado restos arquitectónicos, pero los hallazgos incluyen figurillas antropomórficas, figurillas de animales, guijarros y piezas de cerámica. Estos se conservan en el Museo Arqueológico de Agios Nikolaos.